# Cournanel
Cournanel es una comuna francesa situada en el departamento del Aude, en la región de Occitania. 

## Demografía
| 211 | 246 | 279 | 344 | 502 | 524 | 664 |
| Para los censos de 1962 a 1999 la población legal corresponde a la población sin duplicidades (Fuente: INSEE [Consultar]) |     |     |     |     |     |     |

(Población sans doubles comptes según la metodología del INSEE).